# Sauber C21
Der Sauber C21 war ein Formel-1-Rennwagen, den Sauber Motorsport 2002 in der Formel-1-Weltmeisterschaft einsetzte.

## Entwicklungsgeschichte und Technik
Der C21 wurde von Willy Rampf konstruiert und war die konsequente Weiterentwicklung des C20. Zu den Entwicklungszielen zählten die Senkung des Fahrzeuggewichts, ein niedriger Fahrzeugschwerpunkt, ein verwindungssteiferes Chassis sowie Optimierungen an Getriebe- und Motorumfeldkomponenten sowie der Radaufhängung. 2002 erhielt Sauber exklusiv die Kundenmotoren von Ferrari. Zum Einsatz kamen die 3-Liter-V10-Motoren der Baureihe 051, die bei der Scuderia 2001 im F2001 von Michael Schumacher und Rubens Barrichello zum Einsatz kamen. Ferrari baute 40 neue Triebwerke für Sauber, die aus Sponsorgründen als Petronas 02A V10 gebrandet wurden. Laut Vertrag zahlte Sauber für ein Jahr 13 Millionen britische Pfund für die Aggregate an Ferrari.
Bei den Fahrern gab es eine Veränderung. Kimi Räikkönen hatte das Team nach nur einem Jahr verlassen. Der Ende 2001 zurückgetretene McLaren-Pilot Mika Häkkinen hatte seinem ehemaligen Team seinen Landsmann Räikkönen empfohlen, der daraufhin aus dem bestehenden Sauber-Vertrag ausgekauft wurde. Für ihn kam der junge Brasilianer Felipe Massa ins Team, der noch keinen Formel-1-Grand-Prix bestritten hatte. Nick Heidfeld blieb bei Sauber.

## Renngeschichte
Sein Renndebüt gab der C21 beim Großen Preis von Australien im März 2002 im Albert Park Circuit von Melbourne. Im Qualifikationstraining erzielten die Sauber-Piloten die Ränge neun (Massa) und zehn (Heidfeld). Auf die schnellste Rundenzeit, gefahren von Rubens Barrichello im Ferrari F2001, fehlten mehr als zwei Sekunden. Im Rennen wurden beide Fahrer in eine Startkollision verwickelt und fielen schon in der ersten Rennrunde aus. Aber schon beim zweiten Rennen der Saison, dem Großen Preis von Malaysia, gab es die ersten Punkte für das neue Sauber-Rennmodell. Nick Heidfeld wurde Fünfter und Felipe Massa beendete die Rennveranstaltung als Sechster, womit er schon beim zweiten Rennstart die ersten WM-Punkte erreichte.
Der weitere Verlauf der Saison entwickelte sich wechselhaft. Einerseits litt der C21 unter technischen Problemen und anderseits wurden bessere Rennplatzierungen durch Fehler der Piloten verhindert. Massa hatte einige selbstverschuldete Unfälle und Kollisionen. Beim Großen Preis von Italien kollidierte er in der 15 Runde mit dem Jaguar R3B von Pedro de la Rosa und erhielt für den nächsten Weltmeisterschaft, den Großen Preis der USA eine Strafversetzung um zehn Startplätze. Um diese zu Umgehen wurde für dieses eine Rennen Heinz-Harald Frentzen engagiert, der das Rennen als 13. beendete.
In der Fahrerweltmeisterschaft beendete Nick Heidfeld die Saison als Zehnter (7 Punkte) und Felipe Massa wurde 13. (4 Punkte). In der Konstrukteursmeisterschaft reichten elf Punkte für den fünften Endrang.

## Ergebnisse
| Fahrer               | Nr.                  | 1   | 2 | 3   | 4  | 5 | 6   | 7   | 8  | 9 | 10 | 11  | 12 | 13 | 14  | 15  | 16 | 17  | Punkte | Rang |
| -------------------- | -------------------- | --- | - | --- | -- | - | --- | --- | -- | - | -- | --- | -- | -- | --- | --- | -- | --- | ------ | ---- |
| Formel-1-Saison 2002 | Formel-1-Saison 2002 |     |   |     |    |   |     |     |    |   |    |     |    |    |     |     |    |     | 11     | 5.   |
| N. Heidfeld          | 7                    | DNF | 5 | DNF | 10 | 4 | DNF | 8   | 12 | 7 | 6  | 7   | 6  | 9  | 10  | 10  | 9  | 7   | 11     | 5.   |
| F. Massa             | 8                    | DNF | 6 | DNF | 8  | 5 | DNF | DNF | 9  | 6 | 9  | DNF | 7  | 7  | DNF | DNF |    | DNF | 11     | 5.   |
| H. Frentzen          | 8                    |     |   |     |    |   |     |     |    |   |    |     |    |    |     |     | 13 |     | 11     | 5.   |

| Legende  | Legende            | Legende                                                          |
| Farbe    | Abkürzung          | Bedeutung                                                        |
| -------- | ------------------ | ---------------------------------------------------------------- |
| Gold     | –                  | Sieg                                                             |
| Silber   | –                  | 2. Platz                                                         |
| Bronze   | –                  | 3. Platz                                                         |
| Grün     | –                  | Platzierung in den Punkten                                       |
| Blau     | –                  | Klassifiziert außerhalb der Punkteränge                          |
| Violett  | DNF                | Rennen nicht beendet (did not finish)                            |
| Violett  | NC                 | nicht klassifiziert (not classified)                             |
| Rot      | DNQ                | nicht qualifiziert (did not qualify)                             |
| Rot      | DNPQ               | in Vorqualifikation gescheitert (did not pre-qualify)            |
| Schwarz  | DSQ                | disqualifiziert (disqualified)                                   |
| Weiß     | DNS                | nicht am Start (did not start)                                   |
| Weiß     | WD                 | zurückgezogen (withdrawn)                                        |
| Hellblau | PO                 | nur am Training teilgenommen (practiced only)                    |
| Hellblau | TD                 | Freitags-Testfahrer (test driver)                                |
| ohne     | DNP                | nicht am Training teilgenommen (did not practice)                |
| ohne     | INJ                | verletzt oder krank (injured)                                    |
| ohne     | EX                 | ausgeschlossen (excluded)                                        |
| ohne     | DNA                | nicht erschienen (did not arrive)                                |
| ohne     | C                  | Rennen abgesagt (cancelled)                                      |
| ohne     | keine WM-Teilnahme |                                                                  |
| sonstige | P/fett             | Pole-Position                                                    |
| sonstige | 1/2/3/4/5/6/7/8    | Punktplatzierung im Sprint-/Qualifikationsrennen                 |
| sonstige | SR/kursiv          | Schnellste Rennrunde                                             |
| sonstige | *                  | nicht im Ziel, aufgrund der zurückgelegten Distanz aber gewertet |
| sonstige | ()                 | Streichresultate                                                 |
| sonstige | unterstrichen      | Führender in der Gesamtwertung                                   |